# غاليكا
غاليكا (بالفرنسية: Gallica)‏، هي المكتبة الرقمية التابعة للمكتبة الوطنية الفرنسية وشركائها. تضم مكتبة غاليكا ذات الوصول المفتوح منذ سنة 1997، أكثر من أربعة ملايين وثيقة موزعة ما بين كتب إلكترونية، وصحف، ومجلات، وصور، وتسجيل وتسجيلات صوتية وخرائط ومخطوطات ومقاطع فيديو.
بحلول 10 فبراير 2010، وصلت غاليكا إلى رقمنة وثيقتها المليون التي كانت هي رواية مشاهد من الحياة البوهيمية (1913) لكاتبها هنري مورجير.

## تاريخ

### المؤسسة العامة للمكتبة الفرنسية
يرجع تاريخ الرقمنة الأولى إلى سنة 1992، كتكملة للمشروع الذي بدأ سنة 1990 بغرض إنشاء «مجموعة صور رقمية ثابتة»، وهو التاريخ الذي تأسست فيه المؤسسة العامة للمكتبة الفرنسية (EPBF). كان الهدف في ذلك الوقت هو بلوغ 300 ألف صورة ثابتة، بالإضافة إلى تجسيد فكرة بناء مجموعات وسائط متعددة (بما في ذلك الصوت والمواد المطبوعة والصور الثابتة والمتحركة). لتحقيق ذلك، طلب من المكتبة الوطنية بالإضافة إلى مؤسسات خاصة ووكالات تصوير فوتوغرافي المشاركة والانخراط في مشروع الرقمنة هذا.
بعد الاندماج الذي قرره فرنسوا ميتران، والذي حصل بحلول سنة 1994 بين المؤسسة العامة للمكتبة الفرنسية والمكتبة الوطنية، وفرت المكتبة الوطنية الفرنسية الجديدة (BnF) مكانا أكبر للمجموعات القادمة بالأصل من مخزونها الخاص، الذي سرعان ما سيشكل قرابة نصف الوثائق الأصلية المستعملة في عملية الرقمية.

### إطلاق غاليكا
أطلقت خدمة غاليكا على الشبكة العنكبوتية العالمية رسميا بحلول 10 أكتوبر 1997. هدف المشروع حينها إلى أن يكون تجسيدا عمليا لشعار «مكتبة افتراضية لرجل شريف (لقب شرف فرنسي، يستخدم لوصف المرء الذي يتمتع بثقافة عامة واسعة تجعل منه شخصية مثالية)». أتاحت عملية إطلاق غاليكا ولوجا سهلا للأعمال وكذا السجلات الوثائقية، بما في ذلك النصوص والصور الخاصة بالناطقين بالفرنسيين خلال القرن 19. وفرت الخدمة خلال هذا الوقت ما يعادل 2500 كتابا تم مسحها ضوئيا في وضع الصور، بالإضافة إلى 250 كتابا تم مسحها ضوئيا في وضع النص (من قاعدة بيانات فرانتيكست التابعة للمعهد الوطني للغة الفرنسية). تصنيف الكتب حسب النظام، وفق التسلسل الزمني للقرن التاسع عشر، وكذا التراكيبات بناء على التيارات الرئيسية في التاريخ والعلوم السياسية والقانون والاقتصاد والأدب والفلسفة والعلوم وتاريخها.
توفر غاليكا أيضا عينة من مكتبة رموز المستقبل، مع مجموعة صور للفوتوغرافي يوجين أتجيت، ومجموعة مختارة من الوثائق حول بيير لوتي، وهي مجموعة صور للمدرسة الوطنية للطرق والجسور (حول الأعمال العظيمة للثورة الصناعية)، بالإضافة إلى مجموعة مختارة من الكتب المصورة من مكتبة متحف الإنسان. لا تعتبر مكتبة غاليكا بعد إطلاقها مجرد مكتبة رقمية فحسب بل أيضا ك«مختبر يهدف إلى تقييم شروط الوصول إلى المستندات الرقمية واستشارتها عن بعد».
أخذ المشروع في وقت لاحق بعدا مختلفا جدا: مع بداية عام 1998، أعلنت غاليكا بلوغ هدف 100 ألف مجلد و 300 ألف صورة رقمية بحلول نهاية سنة 1999 (أكثر من ثلثها تعلق بالقرن ال 19).

## المجموعة
استطاعت غاليكا في 17 أغسطس 2017 الوصول إلى رقم 4252443 وثيقة متاحة للقراء على الإنترنت، بمعدل معدل 1500 صفحة ممسوحة ضوئيا في اليوم. تتكون هذه المجموعة الرقمية من حاولي 1773014 من النشرات الصحفية والمجلات، و949240 صورة، و80084 مخطوطة، و102371 خريطة، و35212 من المستندات الصوتية،
و353769 من الأشاء الأخرى بالإضافة إلى 18
شريط فيديو. خضعت خلال ذلك عدة كتب لتقنية التعرف الضوئي على الحروف حيث يمكن للقارئ البحث في نص الكتب الممسحة ضوئيا على غاليكا.
بحلول 31 ديسمبر 2014، بلغ حجم المجموعات المخزنة في غاليكا وجدرانها الداخلية ماممجوعه 1519 تيرا أوكتي.
ترتبط كل وثيقة بمعرف رقمي لحفظها على المدى الطويل، يدعى مفتاح الموارد الأرشيفية أو المؤرشفة (ARK). جميع الوثائق منظمة أيضا وفق تبصرة خاصة بها، قد تشتمل ما يلي:
- عنوان العمل؛
- الناشر؛
- تاريخ النشر؛
- موضوع العمل: كلمات وعبارات رئيسية مستخدمة في البحث؛
- النوع (صورة ثابتة، طابع أو غيرها)؛
- تنسيق النص الأصلي (نقش أو طباعة أو غيرها)؛
- تنسيق النسخة الممسوحة ضوئيًا (صورة بتنسيق جيه بيه إيه جي، على سبيل المثال)؛
- الحقوق: حقوق الاستخدام (مثال: المجال العام)؛
- المعرف: مثال: ark:/12148/btv1b6948042s؛
- المصدر: مثال: المكتبة الوطنية الفرنسية، قسم

المطبوعات والتصوير الفوتوغرافي؛
- العلاقة: روابط تجمع العمل بأعمال أخرى، وصلة تحيل إلى الإصدار الرقمي [6]؛
- المصدر: بشكل عام bnf.fr؛
- الوصف.

## روابط خارجية
- الموقع الرسمي لغاليكا